# イーゴリ1世
イーゴリ1世（古東スラヴ語・ロシア語:Игорь、ウクライナ語:Ігор、865年あるいは877年? - 945年）は、キエフ公国の大公（在位:913年/923年 - 945年）。ルーシの祖というべきリューリクの子とされるが、リューリクの子ではないという説もある。オレグ摂政の死後、キエフ大公国の支配者となった。

## 生涯
治世当初は、ヴァイキングあるいはヴァリャーグの「同族」オレグが幼いイーゴリ1世の摂政を引き受けていた。『原初年代記』によれば、イーゴリ1世を擁するオレグは南方に進撃し、ルーシの中心をノヴゴロドからキエフに移した。その際、キエフを支配していたアスコルドとジールを奸計により殺害したとされる。
イーゴリ1世の代はキエフ公国のスラヴ化が進んだ時期であり、もしリューリクの子でないとすれば、東スラヴ人初の君主である可能性も高い（イーゴリの名は古ノルド語のイングヴァルから変化しているとも言われている）。彼の配下には、ヴァイキング（ノルマン人）の精鋭が多数含まれていたが、彼自身には、あまりヴァイキング的資質はなかったようである。
903年頃に后としてオリガをプスコフから迎える。910年代には、摂政オレグに代わり軍務に服す。

## 治世

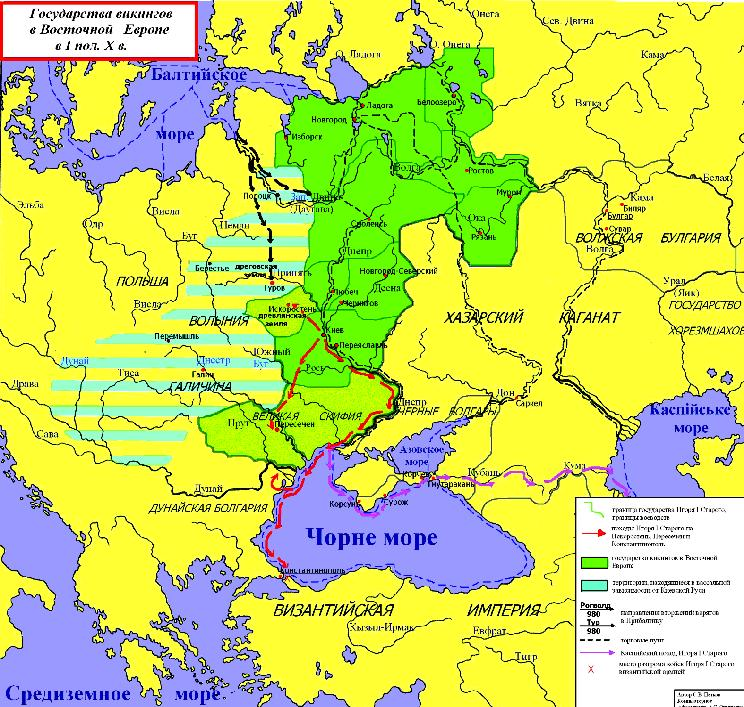
イーゴリ1世治世中のキエフ・ルーシ

『原初年代記』によれば、913年にイーゴリの治世がはじまった。オレグの死後、ドレヴリャーネ族は、イーゴリの支配から逃れようとした。翌914年、イーゴリ1世は、ドレヴリャーネ族を攻撃して勝利し、オレグのとき以上の貢物を要求した。
その後周辺部族を平定し、貢納を課した。この頃、東方より遊牧民のペチェネグが現れる。原初年代記によれば、はじめてルーシ支配下の土地に現れたのは915年で、イーゴリと敵意のないことを確かめ合い、ドナウ川のほうへ去って行った。だが、920年には、イーゴリとペチェネグ人との戦いがあったことが記されている。
以後キエフ公国との抗争が開始される事となる。

### 巡回徴貢
953年ごろ、ビザンツ皇帝コンスタンティノス7世は『帝国統治論』を書いた。そのなかに『ロース（ルーシ）について』という項目がある。
冬の11月ごろ、ロース（ルーシ）の人々はキエフ公を先頭に巡回徴貢（ポリュージエ）に出かける。巡回徴貢は河川を丸木舟で移動して行われた。ドレヴリャーネ族など多数の共同体の拠点を訪ね、泊まり込んで食物を出させ、貢ぎものを徴収して春4月にキエフに戻るのである。
これらがイーゴリ1世のころの巡回徴貢による各部族の支配のようすである。この行為が成立する背後には、貢ぎ物を捧げられるだけの、スラヴ民族の農・工・商の発展があるといえる。

### 最初の東ローマ帝国遠征

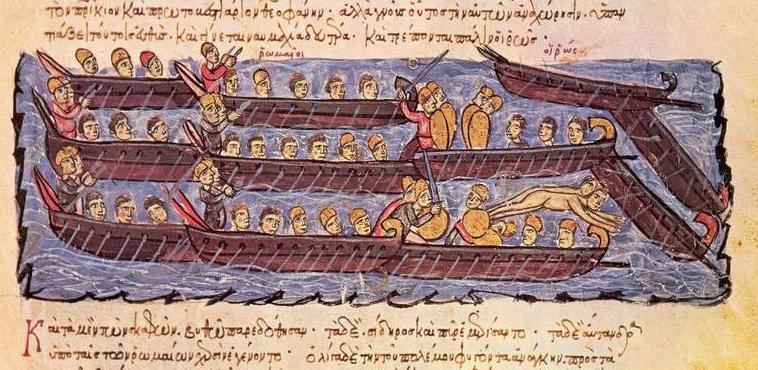
941年、ビザンティン艦隊がキエフ・ルーシを撃退した。（13世紀の作者不詳の絵）

東ローマ帝国（ビザンティン帝国）は8世紀から11世紀まで発展を続け、11世紀前半には最盛期に至る。イスラム教徒からクレタ島を奪い返し（961年）、国民の文化水準は高く、農民のなかの豊かな者は重装備騎兵として活躍した。帝国で生産される絹織物は周辺民族の憧れの的であり、彼らはその絹を政治的に存分に利用した。
941年、その東ローマ帝国に向かい、イーゴリは遠征した。
『原初年代記』によると、1万人のルーシ軍が陸路と水路を通って黒海沿岸のヴィフィニヤで戦端を開いた。黒海に沿って、イラクリヤやパブラゴニヤ、ニコメディヤの地を征服していった。イーゴリらは数々の港に火を放ち、捕虜を残酷に殺した。教会や、修道院や村落にも火をかけて略奪した。『図説蛮族の歴史』によると、当時、東ローマ軍は東部属州に遠征中、海軍の大半も地中海や黒海を巡航中であり、帝国の首都・コンスタンティノープルは守りが手薄な状態だった。だが迎える東ローマ側は残された15隻の老朽船を修理して出撃した。
『原初年代記』によると、そのあと、東方からルーシ軍を倒すため、ギリシアの戦士たちがきて、ルーシ軍を包囲した。彼らとルーシ軍のあいだに、激しい戦闘が起き、ギリシア人たちが勝利した。
ルーシは船に乗って逃走した。フェオファンが大船を連ねて、ルーシの船に向けて管から火を発射しだした。ギリシアの火である。ルーシ人は火炎を見て狼狽して海水に飛び込んだ。生き残りのルーシ人は家に帰ると、ギリシャの火について故国の人々に語った（en:Rus'–Byzantine War (941)）。
イーゴリは再びギリシアに遠征するため、戦士を集め始めた。

### 二度目の東ローマ帝国遠征
『原初年代記』によると、944年、イーゴリは、ヴャリャーグ人、ルーシ人他の諸族の戦士らにくわえ、ペチェネグ人から人質を取り、彼らを傭兵として雇った。ギリシア人に復讐するためである。
遠征に向かう途中、人々は、皇帝ロマノス1世レカペノスにルーシ軍の巨大さを伝えた。皇帝はイーゴリの元に貴族を遣わし、交渉させた。ルーシが侵攻をやめるならば、貢物をたくさん送るというものである。イーゴリは親兵隊（ドルジーナ）を集めて相談した。親兵隊たちは言った。
彼らの言葉にイーゴリは深く納得して従い、ギリシア人から貢物を取るとキエフに引き返した。
ドゥルジーナたちの助言は、復讐より貢物を優先するものであった。9世紀から10世紀のキエフ・ルーシでは、森林や河川、沼沢地などで漁猟や採集に生きる人々と農村が入り交じり、その中心に戦士たちを中心とした族長が住むといった社会である。巡回徴貢が可能なほどには産業が発展していたといえど、支配地域からの貢税は少量であり、貢税を求めて豊かな地に遠征するのは、権力を得るための富を一挙に手に入れる手段であり、むしろ戦士や族長ら、支配階級の「生業」であるといえた。

### ルーシ・ビザンツ条約（944年）
944年、イーゴリ1世は東ローマ帝国と講和し、新たな条約を結ぶ。ただし今回は、オレグが締結した前回の条約（907年の条約）に比べルーシの商人の権利が制限され、違反時の罰則が強化される、などの不利な内容となった。皇帝は宣誓のためにキエフに使者を送った。イーゴリは使者たちをスラブの雷神ペルーンの丘に招いた。イーゴリと家来たちはペルーンに誓い、キリスト教徒のヴァリャーグ人やコザール人は教会で宣誓した。その条約には、各地の有力者とおぼしき名前が多数並び、いまだキエフ公国の力が周囲に及んでいないことを示していた。

### ドレヴリャーネ族との戦いと、イーゴリの死
先代のオレグの時代より、キエフはウクライナ地方の部族に巡回徴貢を行っていた。そのうちの一部族・ドレヴリャーネ族はその待遇に不満を持ち、オレグの死の直後に蜂起をした経緯がある。イーゴリ1世の治世に彼らは平静を保っていたが、ドレヴリャーネ族の長・マルは943年頃に献納を贈るのを止め、イーゴリ1世の使者にも反抗的態度を取るようになる。945年、イーゴリ1世は自ら兵を率い、ドレヴリャーネ族の本拠地・イスコロステニ（現在のコーロステニ）に進軍した。『原初年代記』によると、ドルジーナたちがイーゴリに対して、スヴェネリドの年少親兵隊（オトログ）に比べて自分たちの着物や武器は貧しい。貢物を取りに行こう」と頼んだからである。イーゴリは彼らの願いに応えて、ドレブリャーネ族への遠征を行った。イーゴリとドルジーナたちは、ドレヴリャーネ族から、従来の貢物にくわえ、さらに貢ぎ物を納めさせた。
ほとんどのドルジーナは帰国したが、イーゴリはさらに財物を望んで、少数のドルジーナとともにイスコロステニに引き返そうとした。しかし、マルは「もし彼（イーゴリ1世）を殺さねば、我らはことごとく滅ぼされるであろう」と言い、イスコロステニの町からドレヴリャーネ族が出陣し、イーゴリ一行を全滅させた。イーゴリの墓はイスコロステニにある。
ビザンティンの歴史家、レオン・ディアノコスの記録によれば、イーゴリ1世は2本のカバノキの間に縛り付けられ、たわめた木の弾力を利用した方法で八つ裂きの刑に処されたという。二つに裂かれたという説もある。
イーゴリ1世の跡を幼少の息子、スヴャトスラフ1世が継ぎ、オリガが摂政となった。オリガは夫の敵であるマルはじめドレヴリャーネ族を殺戮し、イスコロステニの街を焼き払った。